# Litiumisotoper
Fördelningen av de naturliga isotoperna av litium.
|  | Litium-6 (7,5 %) |

|  | Litium-7 (92,5 %) |

Litiumisotoper är isotoper av grundämnet litium (Li), det vill säga atomer och kärnor med 3 protoner och olika antal neutroner.

## Isotoper
Litium har 9 kända isotoper, varav 2 är stabila (6Li och 7Li).
Båda de stabila isotoperna har en oväntat låg kärnbindningsenergi per nukleon (≈ 5,3 MeV) jämfört med de intilliggande lättare och tyngre grundämnena, helium (≈ 7,1 MeV) respektive beryllium (≈ 6,5 MeV). Den mest stabila litiumradioisotopen är 8Li, som har en halveringstid på endast 838 millisekunder. 9Li har en halveringstid på 178 millisekunder, och 11Li har en halveringstid på cirka 8,6 millisekunder. Alla återstående isotoper av litium har halveringstider som är kortare än 10 nanosekunder. Den mest kortlivade kända litiumisotopen är 4Li, som sönderfaller genom protonemission med en halveringstid på cirka 9,1 x 10−23 sekunder, även om halveringstiden av 3Li ännu inte är fastställd, och troligen kommer att vara mycket kortare.
7Li och 6Li är två av de nuklider som producerades i big bang. 7Li utgjorde där 10−9 av alla ursprungliga nuklider och 6Li omkring 10−13. En liten procentandel av 6Li produceras också genom kärnreaktioner i vissa stjärnor. Litiumisotoper separeras något under en mängd olika geologiska processer, inklusive mineralbildning (kemisk fällning och jonbyte). Litiumjoner kan ersätta magnesium eller järn på vissa oktaedriska platser i leror, ibland med fördel för 6Li framför 7Li. Detta resulterar i en viss anrikning av 7Li i geologiska processer.
6Li är en viktig isotop inom kärnfysik eftersom tritium produceras när den bombarderas med neutroner.

### Litium-4
4Li innehåller tre protoner och en neutron. Det är den mest kortlivade kända litiumisotopen, med en halveringstid av omkring 9,1 x 10−23 sekunder och sönderfaller genom protonemission till 3He. 4Li kan bildas som en mellanprodukt i några kärnfusionsreaktioner.

### Litium-5
5Li innehåller tre protoner och två neutroner. Dess halveringstid är 3,047 × 10−22 sekunder och sönderfaller genom protonemission till 4He.

### Litium-6
6Li är värdefullt som ett utgångsmaterial för framställning av tritium (3H) och som en absorbator av neutroner i kärnfusionsreaktioner. De naturliga relativa fraktionerna av litium är fördelade så att 6Li utgör 7,5 %, medan resten utgörs av 7Li. Stora mängder 6Li har separerats ut för att användas i vätebomber. 6Li är en av endast fyra isotoper med spinn 1 och har det minsta nollskilda nukleära elektriska kvadrupolmomentet av någon stabil kärna.

### Litium-7
7Li är i särklass den vanligast förekommande litiumisotopen (92,5 %). Atomen innehåller tre protoner, fyra neutroner och tre elektroner, vilket innebär att atomens totala spinn är ett heltal (vanligen noll). Den är därmed en boson. I universum – på grund av de nukleära egenskaperna – är 7Li mindre vanligt än helium, beryllium, kol, kväve och syre, även om de senare fyra alla har tyngre kärnor än litium.
Efter separation av 6Li, finns det litium kvar som är anrikat i 7Li och utarmat i 6Li. Detta 7Li-anrikade material har sålts kommersiellt och en del av det har släppts ut i miljön. En relativ förekomst av 7Li som är 35 procent större än det naturliga värdet har uppmätts i grundvattnet i en karbonatakvifer under West Valley Creek i Pennsylvania, nedströms från en litiumbearbetningsanläggning. I utarmat litium, kan den relativa förekomsten av 6Li reduceras till så lite som 20 procent av det nominella värdet, vilket ger en atommassa för utarmat litium som kan variera från cirka 6,94 till 7 atommassenheter. Därför kan litiums isotopsammansättning variera något beroende på dess källa. En noggrann atommassa för litiumprover kan inte mätas för alla litiumkällor.
7Li kan användas som en del av smält litiumfluorid i smält salt-reaktorer: flytande fluorid-reaktorer. Eftersom 6Li har ett stort tvärsnitt för neutroninfångning (cirka 940 barn) – jämfört med 7Li (cirka 45 millibarn) – är hög separation av 7Li från naturligt litium starkt efterfrågad för möjlig användning i litiumfluoridreaktorer.
Litium-7-hydroxid används för alkalisering av kylvätskan i tryckvattenreaktorer.
En mindre mängd 7Li har producerats, några pikosekunder, som innehåller en lambdapartikel i sin kärna, medan en atomkärna i allmänhet innehåller endast neutroner, protoner och pioner.

### Litium-8
8Li är en radioisotop med en halveringstid på 840,3 millisekunder. Dess kärna består formellt av tre protoner och fem neutroner, men har faktiskt struktur av en halokärna: dess kärna består av två protoner och två neutroner (en 4He-kärna) omgiven av en "halo" bestående av en proton och tre neutroner. Den sönderfaller genom β-sönderfall följt av fission till två 4He-atomer.

### Litium-9
9Li är en radioisotop med en halveringstid på 178,3 millisekunder. Dess kärna utgörs av tre protoner och sex neutroner. Den sönderfaller genom β-sönderfall till 9Be samt i 50,8 procent av fallen neutronemission till 8Be.

### Litium-10
10Li är en radioisotop med en halveringstid på 2 × 10−21 sekunder. Dess kärna utgörs av tre protoner och sju neutroner.  Den sönderfaller genom neutronemission till 9Li. Den förekommer även i två metastabila tillstånd (kärnisomerer), 10m1Li och 10m2Li.

### Litium-11
11Li är en radioisotop med en halveringstid på 8,75 millisekunder. Dess kärna är består formellt av tre protoner och åtta neutroner, men har en struktur av en halokärna: dess kärna består av tre protoner och sex neutroner (en 9Li-kärna), omgiven av en "halo "bestående av två neutroner. Den har en exceptionellt stor träffyta (3,16 fm), jämförbar med 208Pb. Den sönderfaller genom β-sönderfall till 11Be och i huvudsak genom neutronemission till 10Be.

### Litium-12
12Li har en betydligt kortare halveringstid på 10 nanosekunder. Den sönderfaller genom neutronemission till 11Li, vars sönderfall i sin tur beskrivs ovan.

## Isotopseparation

### Colexsepration
6Li har en större affinitet än 7Li för grundämnet kvicksilver. När en blandning av litium och kvicksilver tillsätts till lösningar innehållande litiumhydroxid, blir 6Li mer koncentrerat i amalgam och 7Li mer i hydroxidlösning.
Colexseparationsmetoden (av engelska column exchange, ”kolonnutbyte”) utnyttjar detta genom att passera en motström av amalgam och hydroxid genom en stegkaskad. Fraktion av 6Li dräneras företrädesvis av kvicksilvret, medan 7Li mestadels är i flöde med hydroxiden. Vid botten av kolonnen, är litiumet (anrikat med 6Li) separerat från amalgamet, och kvicksilvret tillvaratas att återanvändas med färskt råmaterial. Vid toppen är litiumhydroxidlösningen elektrolyserad för att frigöra 7Li-fraktionen. Anrikning som erhålles med denna metod varierar med längden av kolonnen och flödeshastigheten.

### Vakuumdestillation
Litium upphettas i vakuum till cirka 550 °C. Litiumatomer förångas från vätskeytan och samlas på en kall yta placerad några centimeter ovanför vätskeytan. Eftersom 6Li-atomer har en större fri medelväglängd, samlas de företrädesvis.
Den teoretiska separationseffektiviteten är cirka 8,0 procent. En flerstegsprocess kan användas för att erhålla högre separationsgrader.

## Tabell
| Nuklid                        | Z                       | N                       | Massa (u)               | Halveringstid   | ST (%)                 | SE (MeV) | SP       | Spinn   | Förekomst (%) |
| Nuklid                        | Excitationsenergi (keV) | Excitationsenergi (keV) | Excitationsenergi (keV) | Halveringstid   | ST (%)                 | SE (MeV) | SP       | Spinn   | Förekomst (%) |
| ----------------------------- | ----------------------- | ----------------------- | ----------------------- | --------------- | ---------------------- | -------- | -------- | ------- | ------------- |
| 4Li                           | 3                       | 1                       | 4,02719(23)             | 9,1 × 10−23 s   | p                      | 6,03     | 3He      | 2−      |               |
| 5Li                           | 3                       | 2                       | 5,01254(5)              | 3,047 × 10−22 s | p                      | 1,97     | 4He      | 3⁄2−    |               |
| 6Li                           | 3                       | 3                       | 6,015122795(16)         | Stabil          | Stabil                 | Stabil   | Stabil   | 1+      | 7,5           |
| 7Li                           | 3                       | 4                       | 7,01600455(8)           | Stabil          | Stabil                 | Stabil   | Stabil   | 3⁄2−    | 92,5          |
| 8Li                           | 3                       | 5                       | 8,02248736(10)          | 840,3 ms        | β−                     | 16,004   | 8Be      | 2+      |               |
| 9Li                           | 3                       | 6                       | 9,0267895(21)           | 178,3 ms        | β− + n (50,8 %)        | 11,941   | 8Be      | 3⁄2−    |               |
| 9Li                           | 3                       | 6                       | 9,0267895(21)           | 178,3 ms        | β− (49,2 %)            | 13,606   | 9Be      | 3⁄2−    |               |
| 10Li                          | 3                       | 7                       | 10,035481(16)           | 2 × 10−21 s     | n                      | 0,42     | 9Li      | (1−,2−) |               |
| 10m1Li                        | 200(40)                 | 200(40)                 | 200(40)                 | 2 × 10−21 s     |                        |          |          | 1+      |               |
| 10m2Li                        | 480(40)                 | 480(40)                 | 480(40)                 | 2 × 10−21 s     |                        |          |          | 2+      |               |
| 11Li                          | 3                       | 8                       | 11,043798(21)           | 8,75 ms         | β− + n (84,9 %)        | 20,61    | 10Be     | 3⁄2−    |               |
| 11Li                          | 3                       | 8                       | 11,043798(21)           | 8,75 ms         | β− (8,07 %)            | 20,11    | 11Be     | 3⁄2−    |               |
| 11Li                          | 3                       | 8                       | 11,043798(21)           | 8,75 ms         | β− + 2n (4,1 %)        |          | 9Be      | 3⁄2−    |               |
| 11Li                          | 3                       | 8                       | 11,043798(21)           | 8,75 ms         | β− + 3n (1,9 %)        |          | 8Be      | 3⁄2−    |               |
| 11Li                          | 3                       | 8                       | 11,043798(21)           | 8,75 ms         | β− + α (1 %)           |          | 7He, 4He | 3⁄2−    |               |
| 11Li                          | 3                       | 8                       | 11,043798(21)           | 8,75 ms         | β− + fission (0,014 %) |          | 8Li, 3He | 3⁄2−    |               |
| 11Li                          | 3                       | 8                       | 11,043798(21)           | 8,75 ms         | β− + fission (0,013 %) |          | 9Li, 2He | 3⁄2−    |               |
| 12Li                          | 3                       | 9                       | 12,05378(107)#          | 10 ns           | n                      | 1,227    | 11Li     |         |               |
| Denna tabell: visa • redigera |                         |                         |                         |                 |                        |          |          |         |               |

Anmärkningar
- Stabila isotoper anges i fetstil.
- Värden markerade med # härrör inte enbart från experimentella data, men åtminstone delvis från systematiska trender.
- Osäkerheter anges i kort form i parentes efter värdet. Osäkerhetsvärden anger en standardavvikelse, utom isotopsammansättningen och standardatommassa från IUPAC, som använder expanderade osäkerhet.
- Nuklidmassor är givna av IUPAP Commission on Symbols, Units, Nomenclature, Atomic Masses and Fundamental Constants (SUNAMCO).
- Isotopförekomster är givna av IUPAC Commission on Isotopic Abundances and Atomic Weights.

## Sönderfallskedjor
Medan β−-sönderfall till berylliumisotoper (ofta i kombination med en eller flera neutronemissioner) dominerar över tyngre litiumisotoper, sönderfaller 10Li och 12Li via neutronemission till 9Li respektive 11Li, på grund av sina positioner ovanför neutrondropplinjen. 11Li har även observerats att sönderfalla via flera former av fission. Lättare litiumisotoper (<6Li) är endast kända för sönderfall via protonemission. Sönderfallstyperna hos de två isomererna av 10Li är okända.
{\displaystyle \mathrm {{}_{3}^{4}Li} \ {\xrightarrow {\ \mathrm {91ys} }}\ \mathrm {{}_{2}^{3}He} +\mathrm {{}_{1}^{1}H} }
{\displaystyle \mathrm {{}_{3}^{5}Li} \ {\xrightarrow {\ \mathrm {370ys} }}\ \mathrm {{}_{2}^{4}He} +\mathrm {{}_{1}^{1}H} }
{\displaystyle \mathrm {{}_{3}^{8}Li} \ {\xrightarrow {\ \mathrm {840.3ms} }}\ \mathrm {{}_{4}^{8}Be} +\mathrm {e{}_{}^{-}} }
{\displaystyle \mathrm {{}_{3}^{9}Li} \ {\xrightarrow {\ \mathrm {178.3ms} }}\ \mathrm {{}_{4}^{8}Be} +\mathrm {{}_{0}^{1}n} +\mathrm {e{}_{}^{-}} }
{\displaystyle \mathrm {{}_{3}^{9}Li} \ {\xrightarrow {\ \mathrm {178.3ms} }}\ \mathrm {{}_{4}^{9}Be} +\mathrm {e{}_{}^{-}} }
{\displaystyle \mathrm {{}_{3}^{10}Li} \ {\xrightarrow {\ \mathrm {2zs} }}\ \mathrm {{}_{3}^{9}Li} +\mathrm {{}_{0}^{1}n} }
{\displaystyle \mathrm {{}_{3}^{11}Li} \ {\xrightarrow {\ \mathrm {8.75ms} }}\ \mathrm {{}_{4}^{10}Be} +\mathrm {{}_{0}^{1}n} +\mathrm {e{}_{}^{-}} }
{\displaystyle \mathrm {{}_{3}^{11}Li} \ {\xrightarrow {\ \mathrm {8.75ms} }}\ \mathrm {{}_{4}^{11}Be} +\mathrm {e{}_{}^{-}} }
{\displaystyle \mathrm {{}_{3}^{11}Li} \ {\xrightarrow {\ \mathrm {8.75ms} }}\ \mathrm {{}_{4}^{9}Be} +\mathrm {2{}_{0}^{1}n} +\mathrm {e{}_{}^{-}} }
{\displaystyle \mathrm {{}_{3}^{11}Li} \ {\xrightarrow {\ \mathrm {8.75ms} }}\ \mathrm {{}_{4}^{8}Be} +\mathrm {3{}_{0}^{1}n} +\mathrm {e{}_{}^{-}} }
{\displaystyle \mathrm {{}_{3}^{11}Li} \ {\xrightarrow {\ \mathrm {8.75ms} }}\ \mathrm {{}_{4}^{7}He} +\mathrm {{}_{2}^{4}He} +\mathrm {e{}_{}^{-}} }
{\displaystyle \mathrm {{}_{3}^{11}Li} \ {\xrightarrow {\ \mathrm {8.75ms} }}\ \mathrm {{}_{3}^{8}Li} +\mathrm {{}_{1}^{3}H} +\mathrm {e{}_{}^{-}} }
{\displaystyle \mathrm {{}_{3}^{11}Li} \ {\xrightarrow {\ \mathrm {8.75ms} }}\ \mathrm {{}_{3}^{9}Li} +\mathrm {{}_{1}^{2}H} +\mathrm {e{}_{}^{-}} }
{\displaystyle \mathrm {{}_{3}^{12}Li} \ {\xrightarrow {\ \mathrm {<10ns} }}\ \mathrm {{}_{3}^{11}Li} +\mathrm {{}_{0}^{1}n} }